# Áo tấc
Áo tấc hay còn gọi là áo ngũ thân tay thụng, áo lễ, áo thụng (ở miền Nam còn gọi là áo rộng), là một trang phục truyền thống của Việt Nam thời phong kiến, mặc cùng với quần dài, che thân từ cổ đến hoặc quá đầu gối và dành cho cả nam lẫn nữ với cổ đứng cài cúc bên phải (của người mặc), tà áo chắp từ năm mảnh vải, tương tự áo ngũ thân tay chẽn nhưng tay dài và thụng. Đây là loại lễ phục trang trọng thời Nguyễn và sau này, tương tự như áo Vest ngày nay. Cái tên "áo tấc" xuất phát từ phần viền áo rộng đúng 1 tấc (10 cm).
Trước đây, áo tấc thường được mặc kết hợp cùng với mũ tú tài, hay là khăn đóng.

## Lịch sử

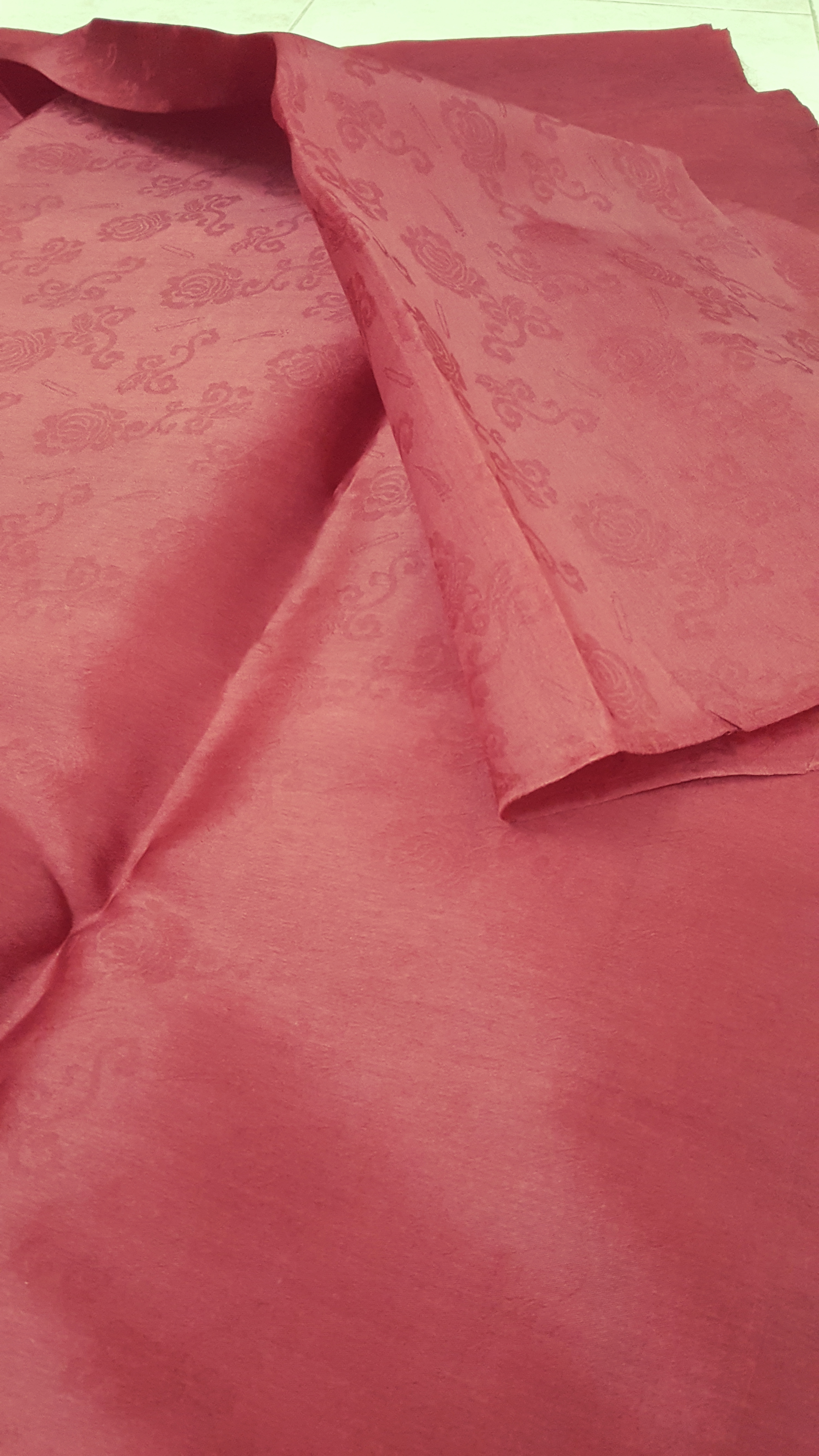
lụa sống Mã Châu, Quảng Nam

Trước khi xuất hiện áo ngũ thân lập lĩnh, trang phục phổ biến của người Việt là áo giao lĩnh và áo viên lĩnh. Khi mặc áo giao lĩnh thì hai cổ áo để giao nhau, áo mặc phủ ngoài yếm lót, váy, thắt lưng buông thả. Áo viên lĩnh tương tự như giao lĩnh thường, nhưng áo là dạng cổ tròn thay vì cổ giao nhau. Cổ nhân xưa đi chân đất, người quyền quý thì mang guốc gỗ, dép, giày. Ngoài ra còn kiểu áo tứ thân (gồm bốn vạt nửa: vạt nửa trước phải, vạt nửa trước trái, vạt nửa sau phải, vạt nửa sau trái). Kiểu áo do chúa Nguyễn Phúc Khoát đặt định là áo năm thân cổ đứng cài khuy. Áo ngũ thân che kín thân hình không để hở áo lót. Mỗi vạt có hai thân nối sống (vị chi thành bốn) tượng trưng cho tứ cha mẫu, và vạt con nằm dưới vạt trước chính là thân thứ năm tượng trưng cho người mặc áo. Vạt con nối với hai vạt cả nhờ cổ áo có bâu đệm, và khép kín nhờ 5 chiếc khuy. Trong thường ngày thì người ta mặc áo chẽn tay để thuận tiện, nhưng trong lễ lạt trang trọng người ta sẽ mặc áo tay thụng, chính là áo tấc.

### Chất liệu
Áo tấc xưa chủ yếu may từ tơ tằm: sa, gấm, đoạn... Mùa hè trời nóng thì dùng sa/the, mùa đông thì dùng gấm, đoạn.